# Cirrhilabrus cyanopleura
Cirrhilabrus cyanopleura е вид лъчеперка от семейство Labridae.

## Разпространение
Видът е разпространен в Австралия, Индия, Индонезия, Малайзия, Мианмар, Остров Рождество, Палау, Папуа Нова Гвинея, Провинции в КНР, Сингапур, Тайван, Тайланд, Филипини и Япония.